# Communauté de communes du Montaigu
La communauté de communes du Montaigu est une ancienne communauté de communes française, du département des Hautes-Pyrénées et de la région Occitanie. Elle est située dans le pays de Lourdes. Cette structure est dissoute le 31 décembre 2016 et est remplacée par la Communauté d'agglomération Tarbes-Lourdes-Pyrénées.

## Historique
Créée le 1er janvier 2014 de la fusion de la communauté de communes de Castelloubon et de la communauté de communes de la Croix blanche. 

### Communes adhérentes

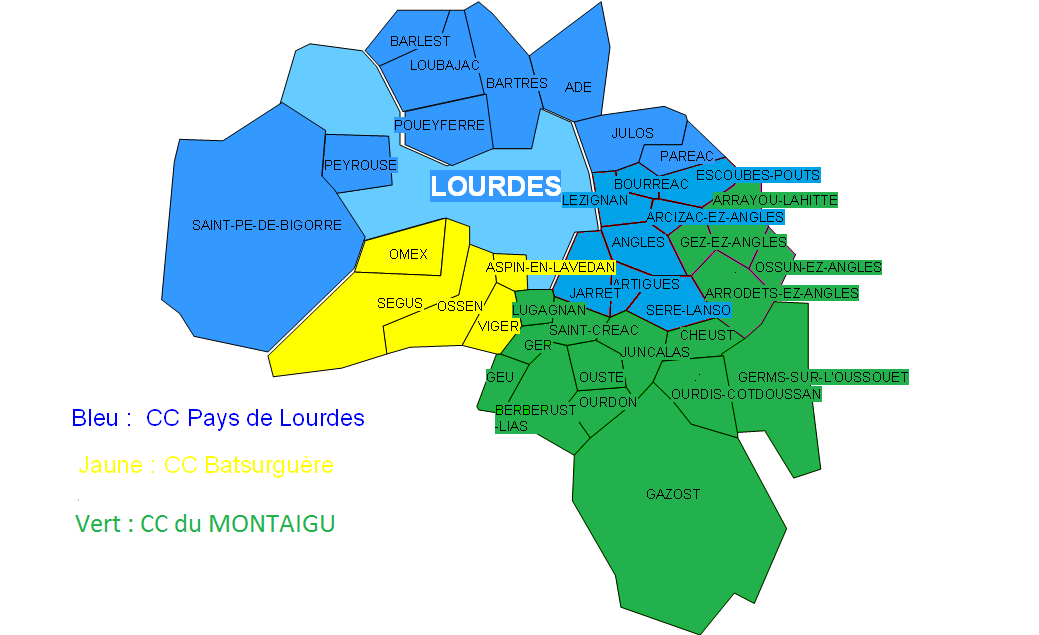
Carte du Pays de Lourdes avec ses trois communautés de communes : CC du Pays de Lourdes, Batsurguère et Montaigu

.
| Nom                  | Code Insee | Gentilé        | Superficie (km2) | Population (dernière pop. légale) | Densité (hab./km2) |
| -------------------- | ---------- | -------------- | ---------------- | --------------------------------- | ------------------ |
| Juncalas (siège)     | 65237      | Juncalésiens   | 3,51             | 176 (2014)                        | 50                 |
| Arrayou-Lahitte      | 65247      | Lahittois      | 4,81             | 112 (2014)                        | 23                 |
| Arrodets-ez-Angles   | 65033      | Arrodetiens    | 4,79             | 111 (2014)                        | 23                 |
| Berbérust-Lias       | 65082      | Berbéruziens   | 5,73             | 55 (2014)                         | 9,6                |
| Cheust               | 65144      | Cheustois      | 3,06             | 84 (2014)                         | 27                 |
| Gazost               | 65191      | Gazostais      | 40,60            | 144 (2014)                        | 3,5                |
| Ger                  | 65197      | Gérois         | 1,94             | 191 (2014)                        | 98                 |
| Germs-sur-l'Oussouet | 65200      | Germsiens      | 12,96            | 105 (2014)                        | 8,1                |
| Geu                  | 65201      | Gélusiens      | 2,67             | 176 (2014)                        | 66                 |
| Gez-ez-Angles        | 65203      | Gézois         | 2,37             | 31 (2014)                         | 13                 |
| Lugagnan             | 65291      | Lugagnacais    | 0,75             | 149 (2014)                        | 199                |
| Ossun-ez-Angles      | 65345      | Ossunois       | 2,14             | 44 (2014)                         | 21                 |
| Ourdis-Cotdoussan    | 65348      | Ourdoussanais  | 4,85             | 50 (2014)                         | 10                 |
| Ourdon               | 65349      | Ourdonnais     | 2,66             | 6 (2014)                          | 2,3                |
| Ousté                | 65351      | Oustiens       | 2,35             | 33 (2014)                         | 14                 |
| Saint-Créac          | 65386      | Saint-Créacais | 2,20             | 95 (2014)                         | 43                 |

## Démographie
| 2011  | 2012 |
| ----- | ---- |
| 1 567 | -    |

## Liste des Présidents successifs
| Période                                  | Période  | Identité        | Étiquette | Qualité |
| ---------------------------------------- | -------- | --------------- | --------- | ------- |
| 2014                                     | en cours | Joseph Fourcade |           |         |
| Les données manquantes sont à compléter. |          |                 |           |         |